# 岩田通徳
岩田 通徳（いわた みちのり、文政9年（1826年） - 明治40年（1907年））は、幕末の幕臣（旗本）。通称は半太郎。官名は織部正。三男に岩田武夫（工学博士、横浜電燈会社初代技師長）がいる。
講武所頭取並から目付となり、慶応3年（1867年）5月京都見廻役並となり、京都見廻役となる。12月の軍制再編に伴い新遊撃隊頭となるが、再編となり京都見廻役となる慶応4年（1868年）1月に江戸に戻る。隊士を指揮し江戸城警備などの任務にあたった。同年3月狙撃隊頭となる。閏4月日光奉行兼帯となり隊士とともに日光に出陣するが、新政府から退去命令が下った。幕府の職制として最後の日光奉行である。徳川家の静岡藩転封に従い駿府に移住し、明治2年（1869年）に掛川奉行となった。廃藩置県ののち、式部寮雅楽課に勤務し、『音律入門』（一松堂、1878）を執筆した。

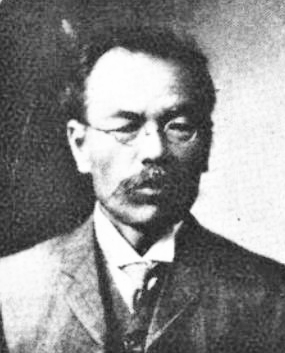
三男の岩田武夫。1880年工部大学校電信科卒、1889年田中製造所の電気部長に就任